# اکاجوتیبا
اکاجوتیبا (به پرتغالی: Acajutiba) یک سکونتگاه مسکونی در برزیل است که در باهیا واقع شده‌است.